# لوحة تحكم آلي في شبكات الري
لوحة تحكم آلي في شبكات الري (بالإنجليزية: Irrigation Controller)‏ هو جهاز لتشغيل نظام الري الآلي مثل الري بالرش والري بالتنقيط، معظم الأجهزة لها نظام ضبط متعدد الاستخدامات مثل: وقت تشغيل الري، والمدة التي يشتغل فيها النظام لري المزروعات، والوقت الذي يحدد لكل مساحة زراعية معينة وكل مساحة زراعية معينة تكون موصلة بمحبس كهربائي أو صمام كعربائي Solenoid Valve يكون موصل مع جهاز التحكم عبر أسلاك كهربائية Irrigation Cables، بعض الأجهزة لها ميزات وخصائص إضافية مثل نظام تشغيل متعدد ليستعمل لري عدة أنواع من النباتات ليس بذات درجة الاحتياج المائي بالإضافة إلى ميزات أخرى كتقنية التوقف الآلي عند هطول الأمطار عن طريقة تقنية استشعار موصلة بالجهاز، بالإضافة إلى تقنية الاستشعار لقياس معدل الرطوبة في التربة وميزة قراءة الطقس والأحوال الجوية الأخرى. وهناك عدة أنواع من اللوحات على حسب عدد المحطات التي تشغل أو على حسب عدد المحابس الكهربائية التي تشغلها اللوحة.

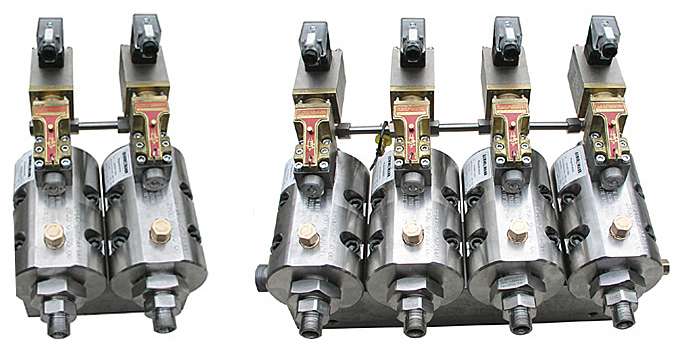
صمامات كهربائية

هنالك نوعان أساسيان من الأجهزة كهربائي وهيدروليكي؛ أي الذي يعمل بنظام ضغط الزيت، لكن كل الأجهزة الحديثة هي أجهزة إلكترونية توصل عبر أسلاك الري لنقل الإشارة بين لوحة التحكم والصمام الكهربائي التي تفتح الماء إلى مساحات الزراعة أو المحطات Stations. الجهاز يحتفظ بالمعلومات التي يزود بها كوقت التشغيل لكل محطة وعدد الدقائق التي تسجل لكل محطة. هنالك نوع يستخدم لتشغيل ري الحدائق المنزلية ونوع أخر أكثر شمولا يقوم بحساب كمية المياه التي تمر عبر الخطوط لتسهل مقارنتها مع كمية الماء المحسوبة للمحطة الزراعية.